# Andreas Geisel

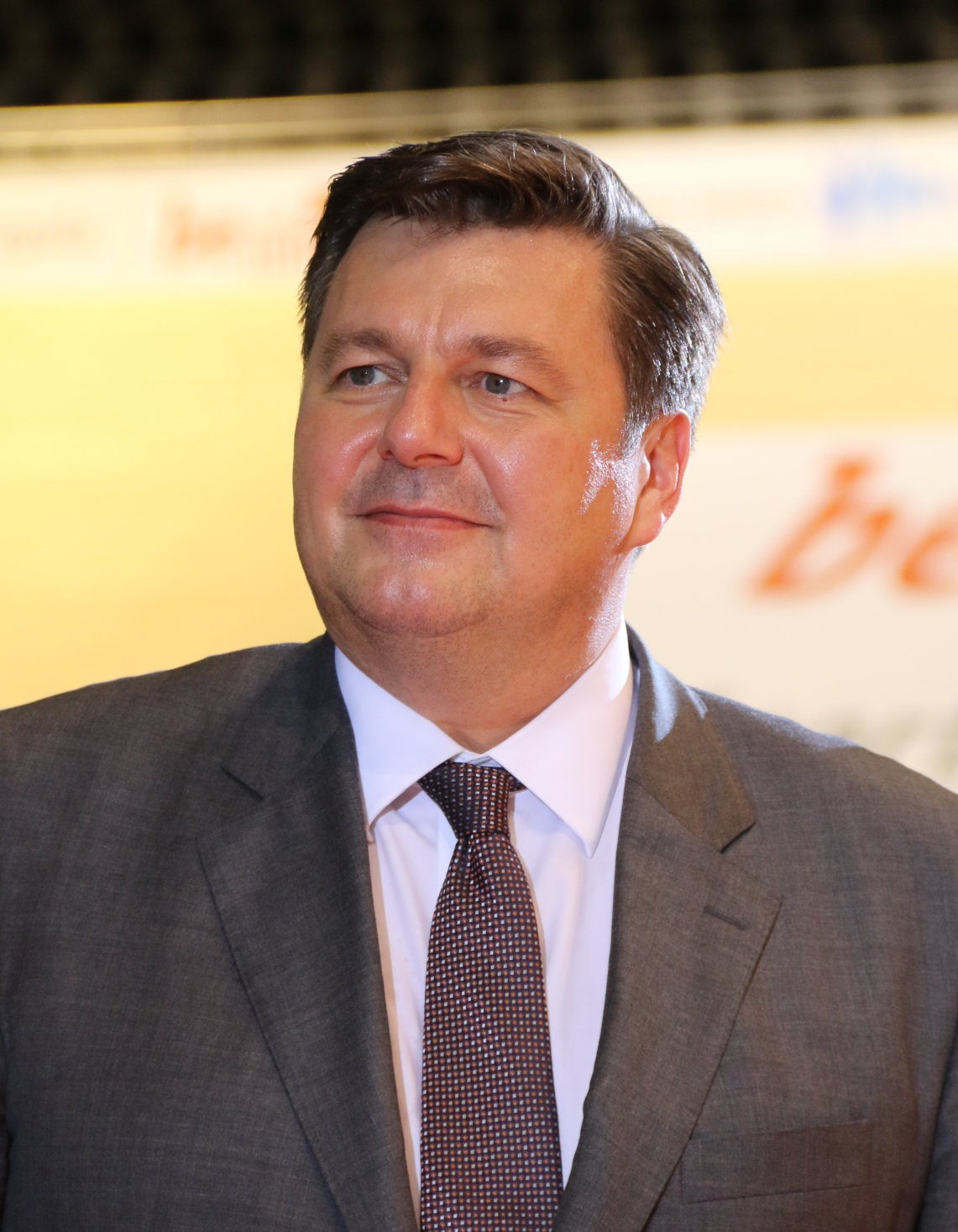
Andreas Geisel, 2017

Andreas Geisel (* 1. März 1966 in Berlin-Lichtenberg) ist ein deutscher Politiker (SPD). Er war in den Jahren 2014 bis 2016 Senator für Stadtentwicklung und Umwelt, von Dezember 2016 bis Dezember 2021 Senator für Inneres und Sport und von Dezember 2021 bis April 2023 Senator für Stadtentwicklung, Bauen und Wohnen in Berlin.

## Leben
Andreas Geisel besuchte von 1972 bis 1982 eine polytechnische Oberschule in Ost-Berlin und absolvierte anschließend bis 1985 eine  Berufsausbildung mit Abitur zum Facharbeiter für Nachrichtentechnik in Neubrandenburg. Von 1985 bis 1986 arbeitete er als Fernmeldetechniker bei der Deutschen Post der DDR/Fernsprechamt in Berlin. Ab 1986 besuchte Geisel die Hochschule für Verkehrswesen „Friedrich List“ in Dresden und absolvierte dort bis 1990 eine Ausbildung mit dem Schwerpunkt Ökonomie des Nachrichtenwesens, die er als Diplomökonom abschloss. Nach der Deutschen Wiedervereinigung arbeitete er von 1990 bis 1992 als Sachbearbeiter in der Liegenschaftsverwaltung der Oberpostdirektion der seinerzeit staatseigenen Deutschen Bundespost in Berlin-Charlottenburg.
Von 1992 bis 1995 absolvierte Geisel ein Aufbaustudium in Betriebswirtschaftslehre an der Humboldt-Universität zu Berlin. Anschließend arbeitete er von 1994 bis 1995 als freier Mitarbeiter in der Unternehmensberatung PricewaterhouseCoopers.
Geisel ist verheiratet, lebt in Berlin-Karlshorst und hat zwei Kinder.

## Politik
Geisel trat mit 18 Jahren in die SED ein. Nachdem die DDR-Volkskammer das Massaker auf dem Platz des himmlischen Friedens in Peking „mit lang anhaltendem Beifall begrüßte“, ist er nach eigenen Angaben im Jahre 1989 nach einer vierjährigen Mitgliedschaft wieder aus der SED ausgetreten. Über seine Zeit in der SED sagte er später, dass er „nicht stolz“ darauf sei, aber er „schäme sich nicht“. Er sehe seine SED-Zeit vor allem als „eine Zeit des Erwachsenwerdens und der Loslösung vom Elternhaus“ und als „Beginn des selbstständigen Denkens und der selbstständigen Entscheidungen“.
Geisel trat nach der deutschen Wiedervereinigung im Dezember 1990 in die SPD ein und war von 1992 bis 1994 Sprecher der Jusos Lichtenberg. Von 1994 bis 1996 war er Ortsvereinsvorsitzender und wurde 1996 zum Kreisvorsitzenden der SPD Lichtenberg gewählt. Seitdem ist er Mitglied des Landesvorstandes der SPD Berlin. Nach der Berliner Bezirksreform von 2001, in der sich Hohenschönhausen und Lichtenberg zu dem neuen Verwaltungsbezirk Lichtenberg zusammenschlossen, war Geisel von 2001 bis 2002 stellvertretender Kreisvorsitzender der SPD Lichtenberg-Hohenschönhausen und von 2002 bis 2012 erneut Kreisvorsitzender der SPD Lichtenberg.
Im Dezember 1995 wurde Geisel in Lichtenberg zum Bezirksstadtrat für Bau- und Wohnungswesen gewählt und übte dieses Amt bis 2000 aus. Nach der Bezirksfusion mit Hohenschönhausen war Geisel von 2001 bis 2002 Bezirksstadtrat für Bauen, Immobilien und Umwelt im Bezirksamt Lichtenberg. Von 2002 bis 2006 übernahm er im Bezirksamt Lichtenberg den Posten des Bezirksstadtrats für Umwelt und Gesundheit. Nach der Wahl 2006 wurde Geisel zum stellvertretenden Bezirksbürgermeister von Lichtenberg und Bezirksstadtrat für Stadtentwicklung, Bauen, Umwelt und Verkehr gewählt.
Bei der Bundestagswahl 2009 kandidierte Geisel im Bundestagswahlkreis Berlin-Lichtenberg erfolglos als SPD-Direktkandidat.
Am 10. November 2011 wurde Geisel durch die Bildung einer Zählgemeinschaft mit CDU und Bündnis 90/Die Grünen zum Bezirksbürgermeister von Lichtenberg gewählt.
Als Nachfolger von Michael Müller wurde er am 11. Dezember 2014 zum Senator für Stadtentwicklung und Umwelt ernannt.
Bei der Wahl 2016 wurde Geisel in das Abgeordnetenhaus von Berlin gewählt. Im Senat Müller II wurde er am 8. Dezember 2016 Senator für Inneres und Sport. Geisel war für das Land Berlin Mitglied des Gemeinsamen Ausschusses des Bundestages und Bundesrates.
Bei der Wahl zum Abgeordnetenhaus von Berlin 2021 gewann er das Direktmandat im Wahlkreis Lichtenberg 6. Im Senat Giffey war er vom 21. Dezember 2021 bis zum 27. April 2023 Senator für Stadtentwicklung, Bauen und Wohnen.
Als Innensenator hatte Geisel die Rechtsaufsicht bei der Wahl zum Abgeordnetenhaus 2021, bei der es zu erheblichen Unregelmäßigkeiten und Durchführungsproblemen kam, die nach einem Urteil des Berliner Verfassungsgericht vom 16. November 2022 eine Wiederholung der Wahlen erforderlich machten. Nach Bekanntgabe des Urteils mehrten sich Stimmen für einen Rücktritt Geisels aus dem Berliner Senat.
Bei der Wiederholungswahl 2023 wurde Geisel erneut ins Abgeordnetenhaus gewählt.
Im Zuge der Bildung des Senats Wegner Ende April 2023 schied Geisel aus dem Senatorenamt aus. Bei der Abgeordnetenhauswahl 2026 kandidiert er nicht erneut.

### Mauerpark
2015 verhinderte Geisel den bezirklichen Bürgerentscheid „100 Prozent Mauerpark“, der sich unter anderem gegen Bebauungspläne der Groth Gruppe richtete, indem er die Zuständigkeit direkt in seine Senatsverwaltung zog. Im Jahr darauf spendete der Immobilienunternehmer Klaus Groth dem SPD Kreisverband Lichtenberg, für den Geisel als Spitzenkandidat für die Abgeordnetenhauswahl desselben Jahres antrat, mit 9950 Euro eine Summe knapp unter der Pflicht zur Veröffentlichung des Spenders von 10.000 Euro. Die Opposition sah Geisel deshalb in Erklärungsnot. Dieser verneinte einen Zusammenhang zwischen der Spende und seinem Vorgehen im Fall Mauerpark.

### Corona-Demonstrationen
Im Jahr 2020 verbot die Geisel unterstellte Polizei als Berliner Versammlungsbehörde einige der im Rahmen der Proteste gegen Coronaschutzmaßnahmen 2020 für das Wochenende vom 28. bis 30. August in Berlin angemeldeten Demonstrationen, unter anderem die Großdemonstration der Initiative „Querdenken 711“, weil mit Verstößen gegen die geltende Infektionsschutzverordnung zu rechnen gewesen sei. Er ließ zusätzlich zur Verbotsbegründung eine persönliche Anmerkung verlauten, er sei „nicht bereit, ein zweites Mal hinzunehmen, dass Berlin als Bühne für Corona-Leugner, der Reichsbürgerbewegung und Rechtsextremisten missbraucht wird.“ Damit bezog er sich auf die Demonstrationen am 1. August 2020 mit nach neueren Polizeiangaben 30.000 Teilnehmern, deren Teilnehmer sich „bewusst über bestehende Hygieneregeln und entsprechende Auflagen hinweggesetzt“ hätten. Seine Entscheidung die Demonstration am 29. August 2020 betreffend wurde vorrangig von Politikern der AfD und der FDP kritisiert. Jörg Meuthen (AfD) schrieb auf Facebook von einer Unterbindung „[p]olitisch missliebige[r] Demonstrationen“ und von „DDR-Methoden“. Für Christian Lindner (FDP) erweckte das Demoverbot den Eindruck, „unbequeme Meinungen würden unterdrückt“. Der Publizist Henryk M. Broder kommentierte, es sei „nicht Aufgabe des Senators zu erklären, wer demonstrieren darf und wer nicht.“
Das Verbot wurde am Freitag, einen Tag vor der Demo, durch das Verwaltungsgericht Berlin gekippt, weil keine unmittelbare Gefahr für die öffentliche Sicherheit gegeben sei. Allerdings definierte das Gericht im Rahmen seiner Eilentscheidung eine Reihe von Auflagen zur Einhaltung eines Mindestabstandes. Auch das anschließend angerufene Oberverwaltungsgericht Berlin-Brandenburg entschied, dass das von Geisels Behörde angeordnete Demonstrationsverbot keinen Bestand hat.

## Ehrungen
- Ehrenzeichen des Landesfeuerwehrverbandes Berlin in Silber – 2021[24]